# Station Upplands Väsby
Upplands Väsby is een station van de pendeltåg (forensenspoorweg) in de gelijknamige gemeente op 24,4 km ten noorden van Stockholm Centraal.

## Geschiedenis
Het oorspronkelijke station werd geopend onder de naam Väsby in 1866 tegelijk met de noordelijke hoofdlijn. Deze lijn wordt sinds 1942 als onderdeel van de oostkustlijn beschouwd. In 1907 werd het station het noordelijke eindpunt van de voorstadsdiensten rond Stockholm. In 1939 werd, in navolging van de posterijen in 1919, de naam gewijzigd in Upplands Väsby om verwarring met Näsby en Visby te voorkomen. De gemeente nam de naam aan in 1952.
De voorstadsdiensten werden in de jaren 40 van de 20e eeuw doorgetrokken naar het noordelijker gelegen Märsta. In 1967 nam SL de verantwoordelijkheid over voor het forensenverkeer in de provincie Stockholm. Dit betekende de invoering van een starre dienstregeling en de ombouw van het station. In de jaren 80 van de 20e eeuw werd het station wederom verbouwd. In de jaren 90 van de 20e eeuw werd het aantal sporen op de lijn uitgebouwd tot vier en vond de aanleg van de Arlandabanan plaats die in 1999 werd geopend. Deze takt ten noorden van het station af naar de tunnel onder het vliegveld.

## Reizigersverkeer
Het is het enige station binnen de gemeente en ligt tussen de stations Rotebro en Rosersberg. Het station heeft twee eilandperrons en twee lokethallen, de noordelijke met ingang vanuit een voetgangerstunnel en de zuidelijke naast het busstation. Ten noorden van het station is er een kleinere remise met opstelsporen voor treinstellen van de pendeltåg. Upptåget, de vervoerder van Uppsalas län verzorgde tussen 2006 en 2012 de stoptreinen tussen het station en Uppsala via Arlanda. Voor deze diensten werden houten noodperrons geplaatst bij het station. Sinds 2012 zijn de rollen omgedraaid en rijdt SL, de vervoerder van Stockholms län door tot Uppsala via Arlanda. Het aantal reizigers op een gemiddelde winterdag (2015) wordt geschat op 7.500.

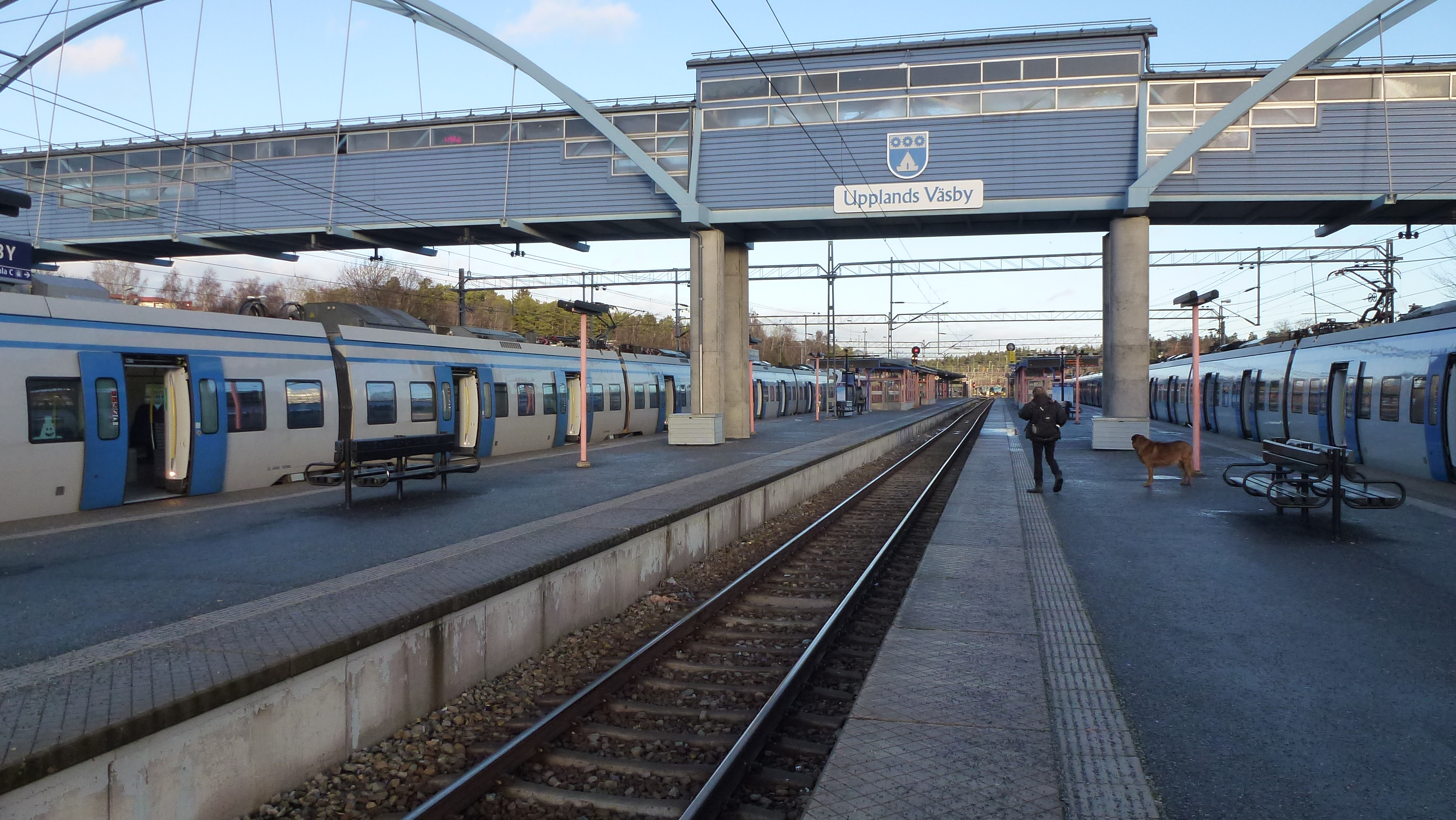
Het middelste spoor tussen de perrons.
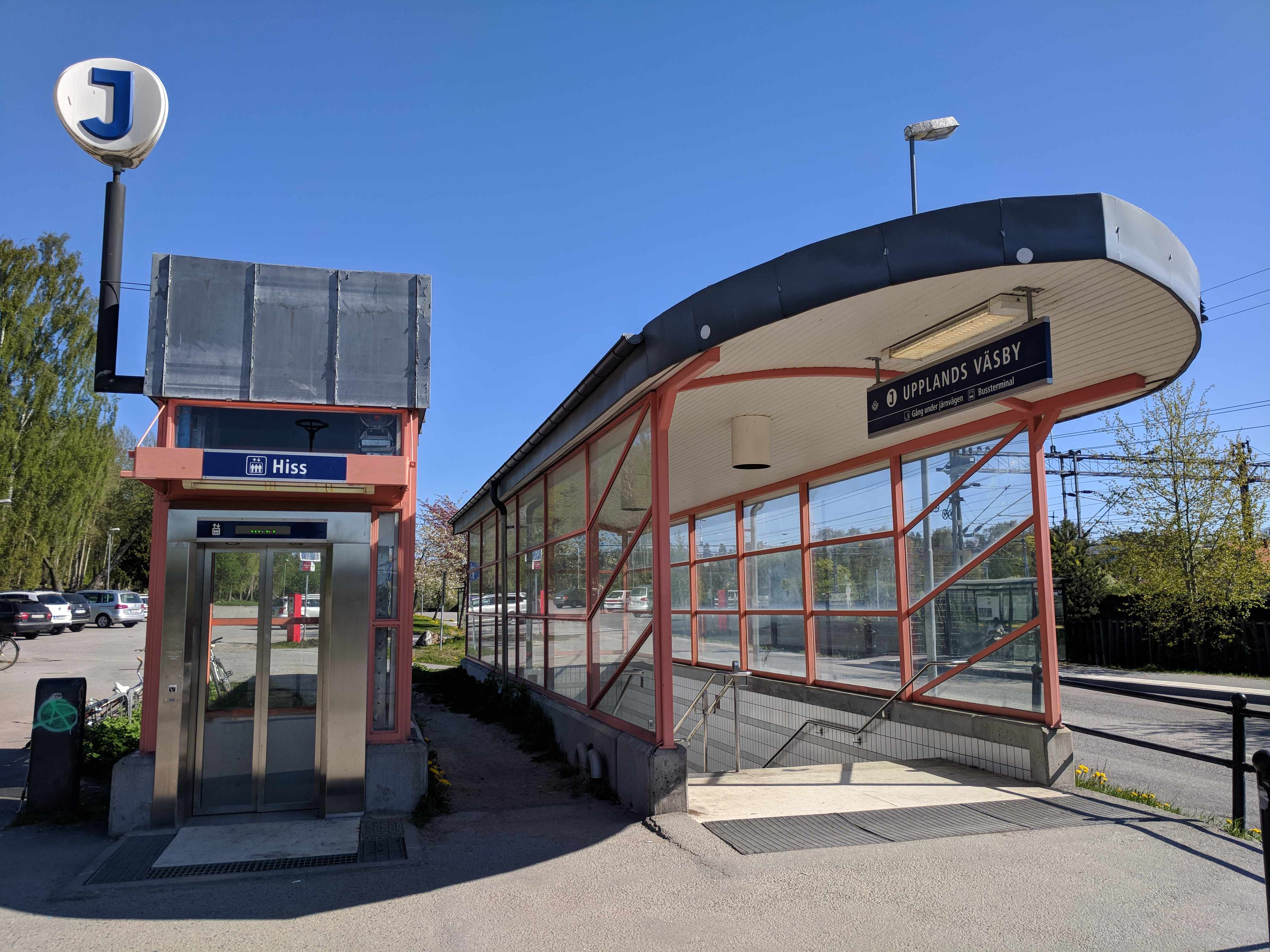
De zuidelijke ingang.
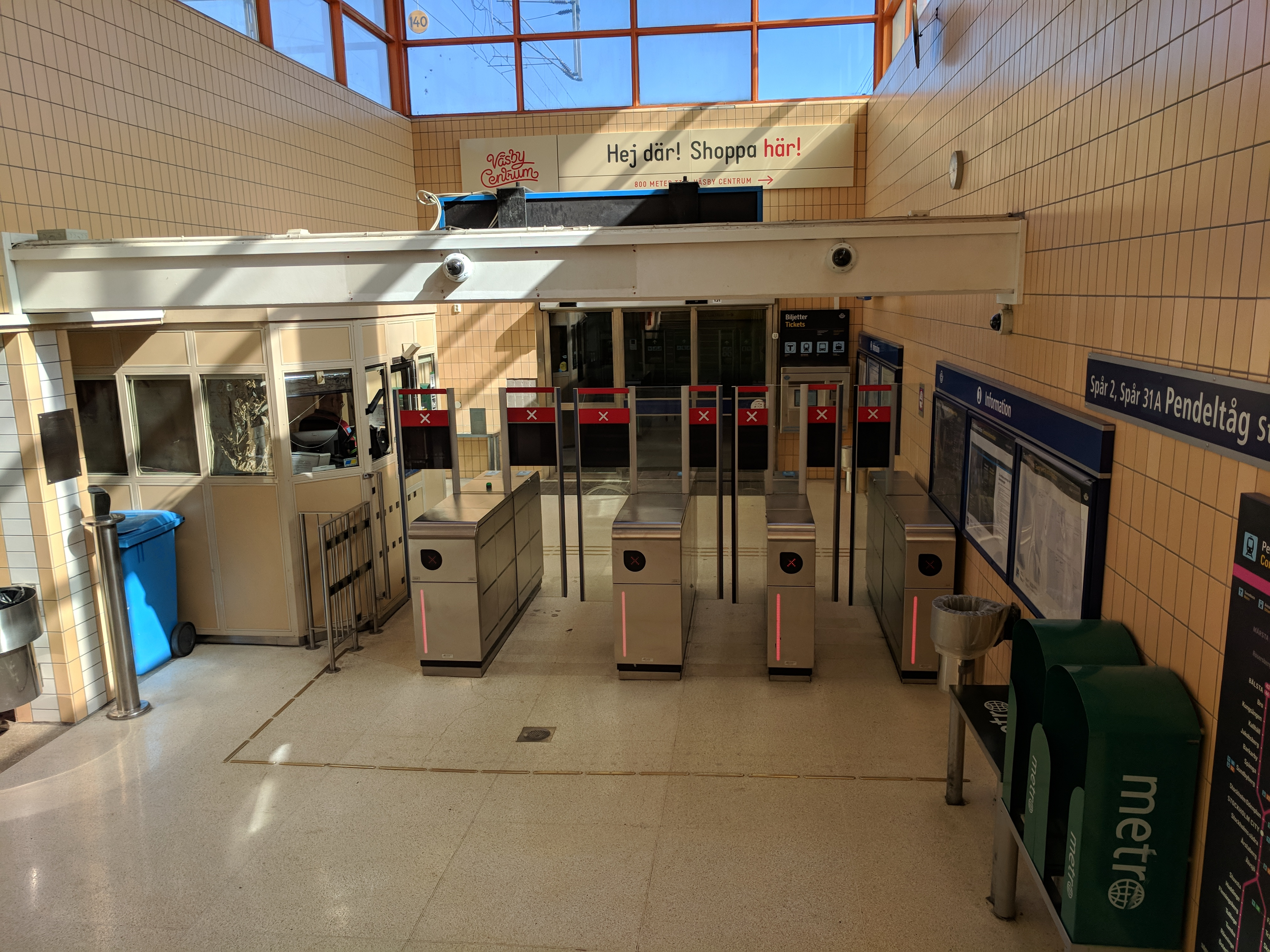
Een van de lokethallen.